# Álvaro Mesén

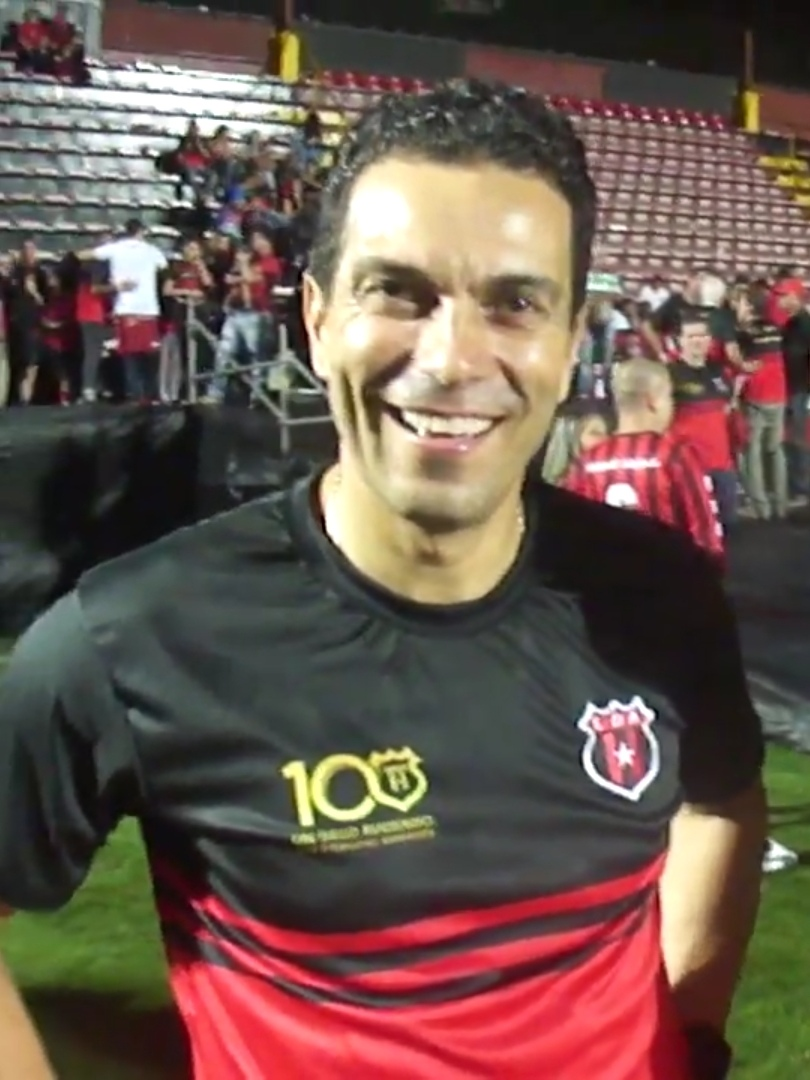
Álvaro Mesén (2019)

Álvaro Mesén Murillo (* 24. Dezember 1972 in Alajuela) ist ein ehemaliger costa-ricanischer Fußballspieler.

## Karriere
Der Torwart begann seine Karriere 1992 bei LD Alajuelense, dem er insgesamt zwölf Jahre bis 2004 treu blieb. In den Jahren 1996, 1997, 2000, 2001, 2002 und 2003 konnte er mit dem Team den costa-ricanischen Meistertitel gewinnen, zudem gewann er 2004 die CONCACAF Champions League. In diese Zeit fielen auch die Einberufungen für den Gold Cup 2000, Gold Cup 2002, Gold Cup 2003 und die Berufung in das Kaderaufgebot Costa Ricas für die WM 2002 in Japan und Südkorea. Insgesamt kommt er auf drei Spielen in Gold-Cups. 2002 wurde er mit dem Team Zweiter und 2003 Dritter.
2004 wechselte er zu CS Herediano innerhalb der Liga Costa Ricas. In dieser Zeit wurde er für den Gold Cup 2005 einberufen, bei dem er zu zwei Einsätzen kam. Bei der Fußball-Weltmeisterschaft 2006 in Deutschland stand er abermals im Kader von Costa Rica, kam aber zu keinem Einsatz.
2006 wechselte er zu Brujas FC, 2007 zu Municipal Liberia. 2009 konnte er seinen siebten Meistertitel in Empfang nehmen.

## Erfolge
- 7 × Meister in Costa Rica 1996, 1997, 2000, 2001, 2002, 2003, 2009
- 1 × CONCACAF-Champions-League-Sieger: 2004

| Personendaten    | Personendaten                    |
| ---------------- | -------------------------------- |
| NAME             | Mesén, Álvaro                    |
| KURZBESCHREIBUNG | costa-ricanischer Fußballspieler |
| GEBURTSDATUM     | 24. Dezember 1972                |
| GEBURTSORT       | Alajuela, Costa Rica             |